# Ferme de La Siège
La ferme de La Siège est une ferme située à Couvrelles, en France.

## Description

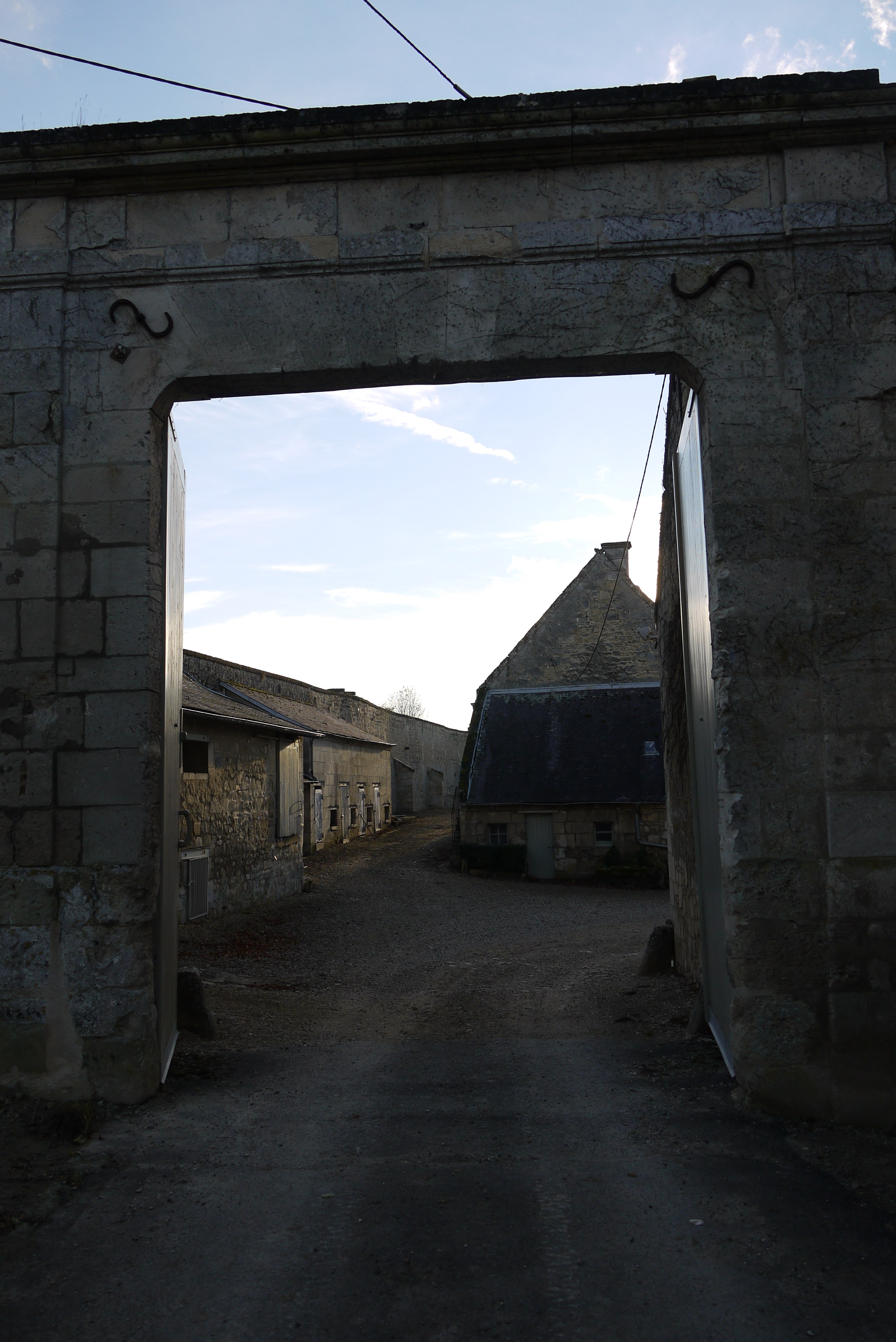

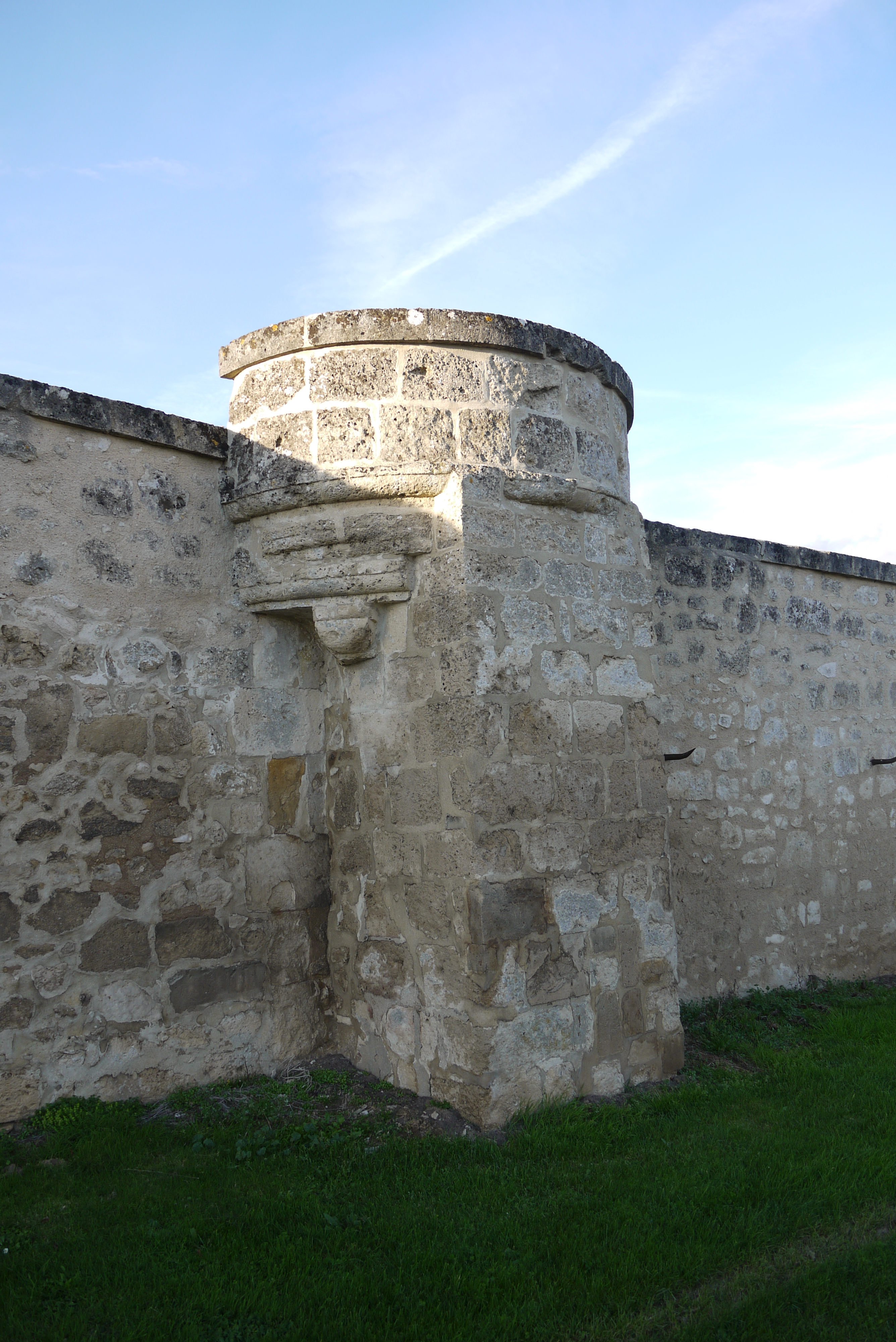

## Localisation
La ferme est située sur la commune de Couvrelles, dans le département de l'Aisne.

## Historique
Le monument est inscrit au titre des monuments historiques en 1927.